# Harry Winks
Harry Billy Winks (* 2. Februar 1996 in Hemel Hempstead) ist ein englischer Fußballspieler. Seit 2023 spielt er für Leicester City in der EFL Championship.

## Karriere

### Verein
Winks begann seine Laufbahn bei Tottenham Hotspur, wo er im März 2014 erstmals im Profikader stand. Sein Debüt gab er im November 2014 in der Europa League gegen den FK Partizan Belgrad.
Nach einer Leihe nach Italien zu Sampdoria Genua wechselte er im Sommer 2023 zu Leicester City.

### Nationalmannschaft
Winks spielte im August 2012 erstmals fürs englische U-17-Nationalteam. Mit englischen Auswahlen spielte er noch nie in internationalen Turnieren. Im September 2015 debütierte er im U-20-Nationalteam.